# Nerol
Nerol (nach IUPAC (Z)-2,6-Dimethyl-2,6-octadien-8-ol genannt) ist ein acyclischer Monoterpen-Alkohol. Die klare Flüssigkeit hat einen frischen, süßen, rosig-zitrusartigen Geruch. Nerol ist isomer zum Geraniol. Der Stoff hat seinen Namen durch das Vorkommen in Neroliöl.

## Struktur
Geraniol ist das trans-Isomer, Nerol das cis-Isomer der Verbindung mit derselben Summenformel. Es ist ein primärer, einwertiger Alkohol: Das Molekül weist eine Hydroxygruppe auf, an das Kohlenstoffatom, an das diese Hydroxygruppe gebunden ist, ist direkt nur ein weiteres Kohlenstoffatom gebunden.

## Vorkommen

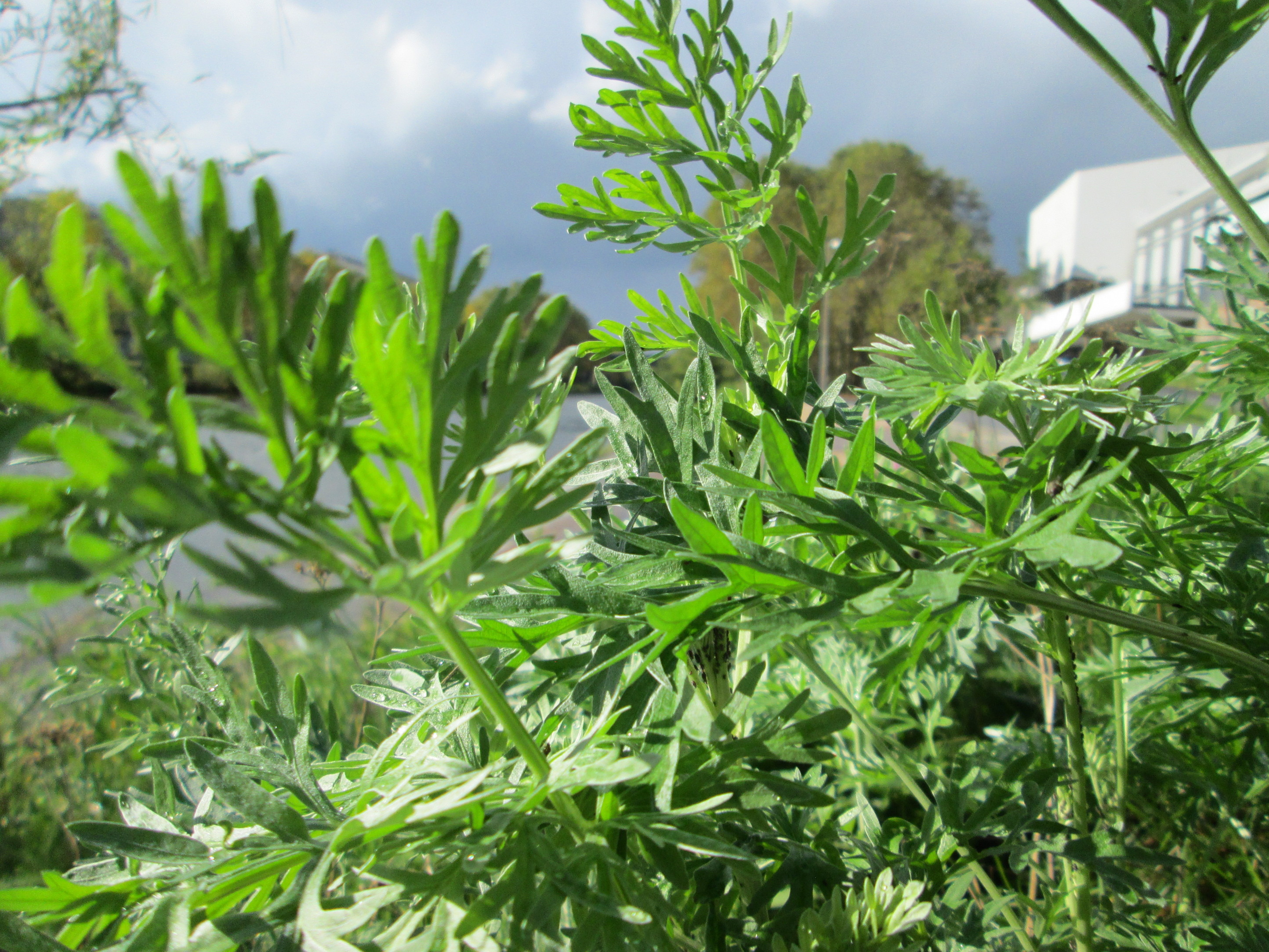
Nerol ist beispielsweise im Wermutkraut enthalten

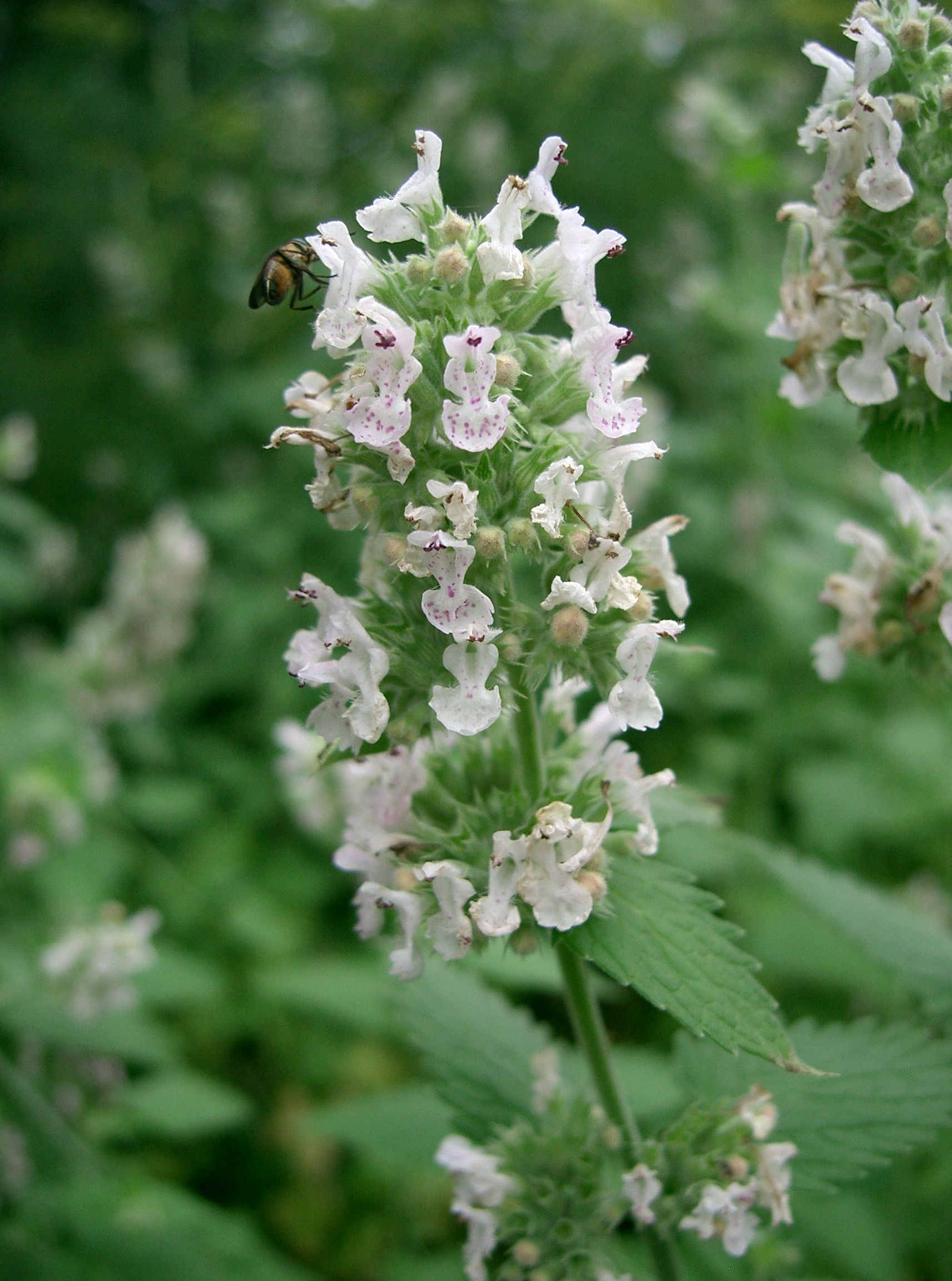
Auch in der Katzenminze kommt Nerol vor

Nerol kommt in vielen ätherischen Ölen wie von Wermut, Estragon (Artemisia dracunculus), Echter Katzenminze (Nepeta cataria), Zitronen (Citrus limon), Basilikum (Ocimum basilicum), Echtem Koriander (Coriandrum sativum), Grünem Kardamom (Elettaria cardamomum), Polei-Minze (Mentha pulegium), Muskatnuss (Myristica fragrans), Schwarzem Holunder (Sambucus nigra), Lavendel oder Rosen vor. Es kommt immer gemeinsam mit Geraniol vor.

## Herstellung
Nerol fällt als Nebenprodukt bei der Herstellung von Geraniol an und wird hauptsächlich auf diese Weise gewonnen. Eine gezielte Darstellung gelingt durch die Telomerisation von Isopren mit Butyllithium in Gegenwart von Dipropylamin. Das entstehende N,N-Dipropylnerylamin wird in weiteren Schritten mit hoher Selektivität zum Nerol umgesetzt.

## Eigenschaften
Der Flammpunkt liegt bei 100 °C. In einem Liter Wasser sind weniger als ein Gramm Nerol löslich. An der Luft wird Nerol zu Neroloxid oxidiert. Nerol ist gesundheitsschädlich.

## Verwendung
Es wird zur Herstellung von Citral, Citronellol, Vitamin A und Vitamin E benötigt. Nerol wird in der Parfümerie in Rosen-, Blütenduft- aber auch Citrus-Kompositionen als Duftstoff verwendet.